# Ivan Tkacenko
Ivan Valerievici Tkacenko (în rusă Иван Валерьевич Ткаченко) (n. 24 decembrie 1964, satul Galilești, raionul Chilia, regiunea Odesa, RSS Ucraineană) este un om politic din Transnistria, care îndeplinește funcția de ministru al sănătății publice și protecției sociale al auto-proclamatei Republici Moldovenești Nistrene (din 2000).

## Biografie
Ivan Tkacenko s-a născut la data de 24 decembrie 1964, în satul Galilești din raionul Chilia, regiunea Odesa (pe atunci în RSS Ucraineană), în familia unor funcționari de naționalitate ucraineană. A absolvit cursurile Școlii Postliceale Medicale din Chișinău (1984) și apoi pe cele ale Universității de Stat de Medicină "Nicolae Testemițanu" din Chișinău (1992), specializarea terapie, obținând calificarea de medic.
Între anii 1992-1993 a lucrat ca medic cardiolog în cadrul Clinicii de cardiologie nr. 1 din Tiraspol, devenind în anul 1993 șeful clinicii.
În anul 2000 Ivan Tkacenko a fost numit în funcția de ministru al sănătății publice și protecției sociale al auto-proclamatei Republici Moldovenești Nistrene, fiind reconfirmat în funcție în ianuarie 2007.
În iulie 2007, Sovietul Suprem de la Tiraspol i-a propus lui Igor Smirnov să-l demită pe Ivan Tkacenko din funcția de ministru, pe motiv de incompetență . Cererea a a fost repetată și în martie 2008, de această dată ministru fiind acuzat că nu a făcut nimic pentru a stopa comercializarea medicamentelor contrafăcute și cu termenul expirat. Comisia care a investigat activitatea Ministerului Sănătății a descoperit că, din vina conducerii ministerului, în instituțiile medicale ambulatorii din Transnistria erau puse în vânzare medicamente cu termenul de valabilitate expirat în sumă de aproximativ 187 mii de ruble transnistrene (aproximativ 220 mii lei moldovenești), cu care erau tratați nu numai bolnavii de cancer, dar și copiii din școlile internat și deținuții. De asemenea, comisia a acuzat conducerea Ministerului Sănătății că a încredințat afacerile cu medicamente, în special, companiilor farmaceutice mari: „Remedium” și „Diaprofmed”, care vând medicamente cu 30% mai scump decât s-ar fi procurat de la alte companii producătoare similare .
Ministrul Tkacenko a refuzat să încheie cu autoritățile medicale din Republica Moldova un contract pentru tratamentul celor infectați de HIV la Chișinău, la dispensarul republican de boli dermato-venerologice care dispune de echipament modern, motivând că el nu vrea să contribuie la îmbogățirea statului moldovean. „Tratamentul locuitorilor Transnistriei nu este atât o problemă medicală, cât una financiară și politică. Transferând banii pentru tratament în Moldova, noi pur și simplu contribuim la dezvoltarea sistemului sanitar din republica vecină” .
În iunie 2008, Ivan Tkacenko atrăgea atenția asupra pericolului demisiei în masă a angajaților din sistemul de sănătate, din cauza remunerării sub orice critică. El a avertizat că în cazul în care remunerația nu va fi mărită trecându-se de la plata cu ora la salarii fixe, atunci toți specialiștii calificați fie vor renunța la meserie, fie vor deschide afaceri private .
Pentru meritele sale, a fost decorat cu Ordinul "Gloria Muncii" și cu Medalia "Pentru muncă susținută". Ivan Tkacenko este căsătorit și are o fiică.